# Brian Schembri
Pour les articles homonymes, voir Schembri.
Brian Schembri, né le 21 septembre 1961 à Sliema, est un chef d'orchestre et pianiste maltais.

## Biographie
Brian Schembri est le fils de Carmelo Schembri et de Giovanna Schembri. Il naît à Sliema le 21 septembre 1961. Il est marié à Olga Vassileva, pianiste, compositeur et poétesse. Ils résident à Paris.

### Formation
Brian Schembri commence à étudier la musique sous la direction de son père, Carmelo Schembri, et devient à 14 ans le plus jeune musicien maltais diplômé de la Royal School of Music (en) de Londres. Grâce à une bourse de l'Association pour l'amitié malto-soviétique, il poursuit ses études au Conservatoire Tchaïkovski de Kiev, suit les cours d'Alexandre Snegiriov et de Roman Kofman, et obtient un mastère en musique. Poussé à suivre des cours post-diplôme, il se rend au conservatoire Tchaïkovski de Moscou, où il suit les cours de Sergueï Dorenski au piano et de Guennadi Rojdestvenski en direction d'orchestre. Il en sort diplômé en piano et en direction d'orchestre.

### Début de carrière
Au cours de ses années d'études, il apparaît fréquemment dans les grandes salles soviétiques, où il donne des concertos pour piano ou intègre des orchestres de chambre.
Après avoir été chef d'orchestre assistant de l'Orchestre national du Capitole de Toulouse en 1989 aux côtés de Michel Plasson et d'Emmanuel Krivine, il est nommé en 2003 chef d'orchestre principal de l'OPF (Orchestre Philharmonique de France)  puis de l'Orquestra Metropolitana de Lisboa (pt),. Il a également dirigé des orchestres en Ukraine, en Macédoine, en Italie, en Suisse, en Écosse, en Lituanie, en Angleterre, en Bulgarie et à Hong Kong. Il a donné des concerts de piano à Malte, en Italie, en France, en Ukraine, en Suisse, en Allemagne, en Russie et au Royaume-Uni.
Schembri a dirigé le London Mozart Players, l'Orchestre symphonique de San Remo, l'Orchestre symphonique de Barcelone, l'Orchestre national du Capitole de Toulouse, l'Orchestre symphonique national de Lituanie, le Philharmonique de Novossibirsk, l'Orchestre national de Lyon ainsi que l'Orchestre philharmonique de Londres. Il a notamment dirigé l'orchestre lyonnais lors du concert du G7 en 1996, ou encore l'Orchestre symphonique royal d'Oman en 2009.
Il a également dirigé l'orchestre lors d'opéras montés par l'ensemble Justiniana, l'Atelier lyrique du Centre, la compagnie lyrique Opéra Nomade de Paris, les théâtres de Rennes et de Nancy, l'opéra national et le ballet de Lvov, l'opéra de Hong Kong et l'opéra de Lübeck.
Demeurant directeur musical et consultant pour le théâtre Manoel, poste qu'il occupe depuis février 2008, il est nommé en janvier 2014 directeur artistique et musical de l'Orkestra Filarmonika Nazzjonali (Orchestre philharmonique de Malte).

### À l'orchestre philharmonique national de Malte
Le 24 janvier 2014, Brian Schembri est nommé par le Gouvernement comme chef d'orchestre principal et directeur artistique de l'Orchestre philharmonique national de Malte. Pour Schembri, la nouvelle de cette nomination fut « un moment de grande émotion », à la fois dans sa vie personnelle et professionnelle. « J'ai une longue relation avec l'orchestre philharmonique national, car mon père était clarinettiste au sein de ce qui s'appelait alors l'orchestre de l'amiral, devenu depuis orchestre national philharmonique », déclarait-il dans son discours lors de la cérémonie célébrant sa nomination. Cette présentation à la presse du nouveau maestro s'est faite en présence du Secrétaire du parlement à la Culture et gouverneur local Josè Herrera et du président exécutif de l'orchestre Sigmund Mifsud.
À propos de son nouveau poste, Brian Schembri a déclaré qu'il souhaitait poursuivre sur la voie du développement de l'orchestre national philharmonique, malgré les difficultés passées dont certaines persistent[pas clair]. Il se dit persuadé que le pays dispose des ressources et du talent nécessaires pour surpasser ce qui a été fait par le passé. Il commence sa mission par une analyse du répertoire du philharmonique, avec pour objectif d'y introduire une plus grande part de musique symphonique[réf. nécessaire]. Il remplace le maestro Michael Laus, après vingt-cinq ans à la direction artistique de l'orchestre.

## Productions
Brian Schembri a enregistré plusieurs CD, dont Piano Recital, interprétation au piano de trois sonates de Beethoven, Schubert et Rachmaninov.

## Honneurs
Outre les honneurs internationaux, le maestro Schembri a été décoré du Malta Cultural Award en 1988 et de la médaille du service à la République en 2008.